# Glockenstein (Harz)

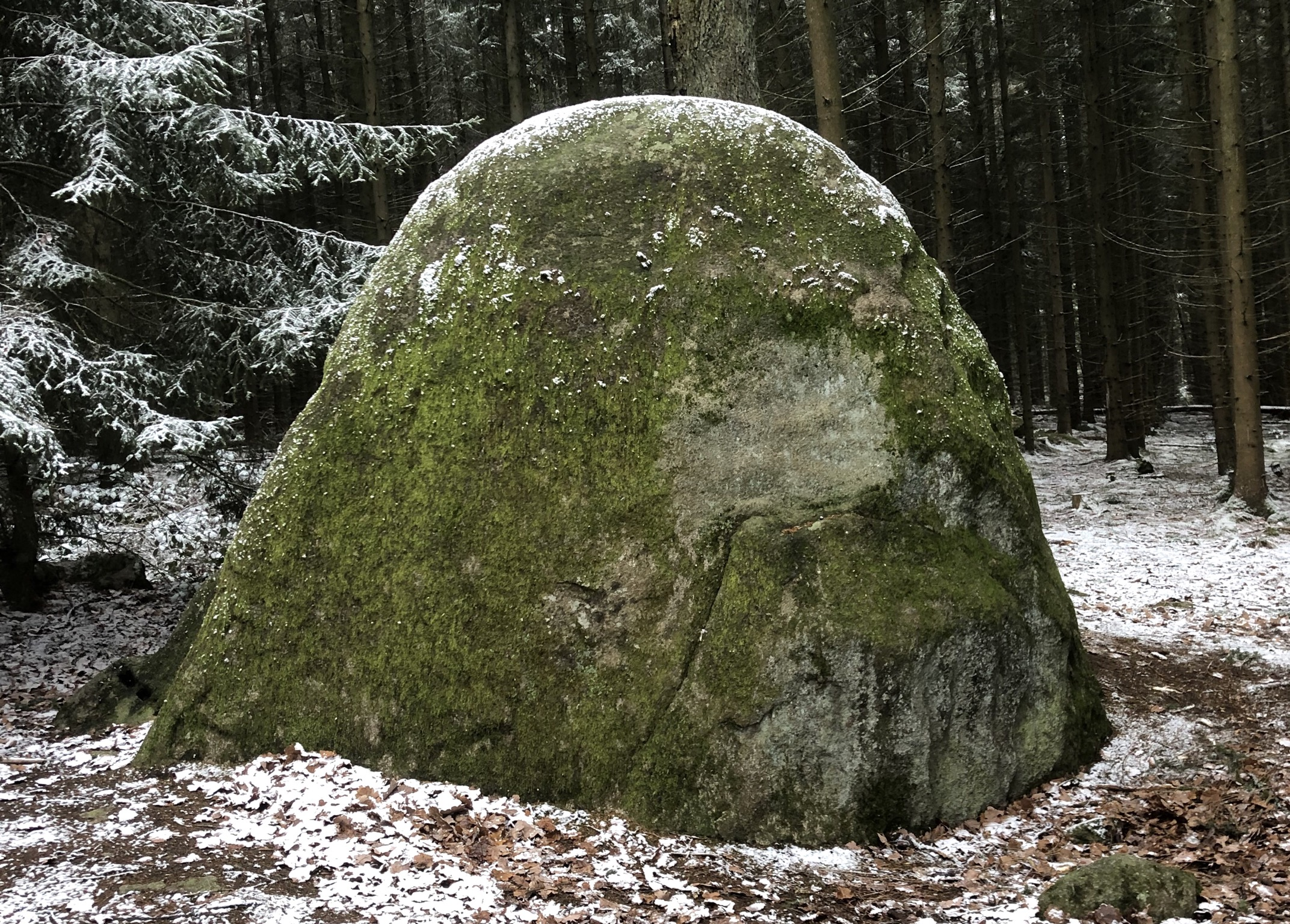
Glockenstein, Dezember 2019

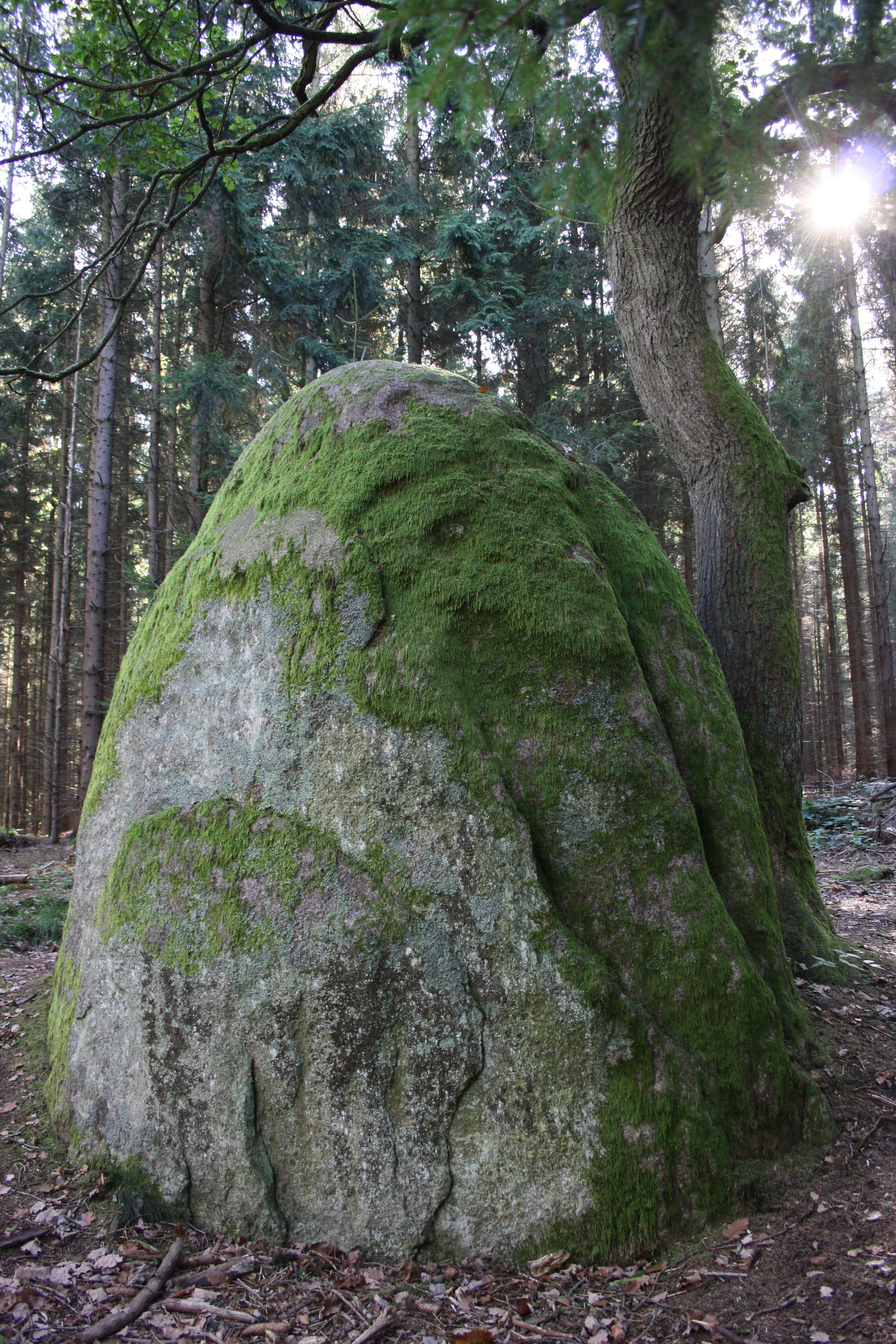
Blick von Westen, 2011

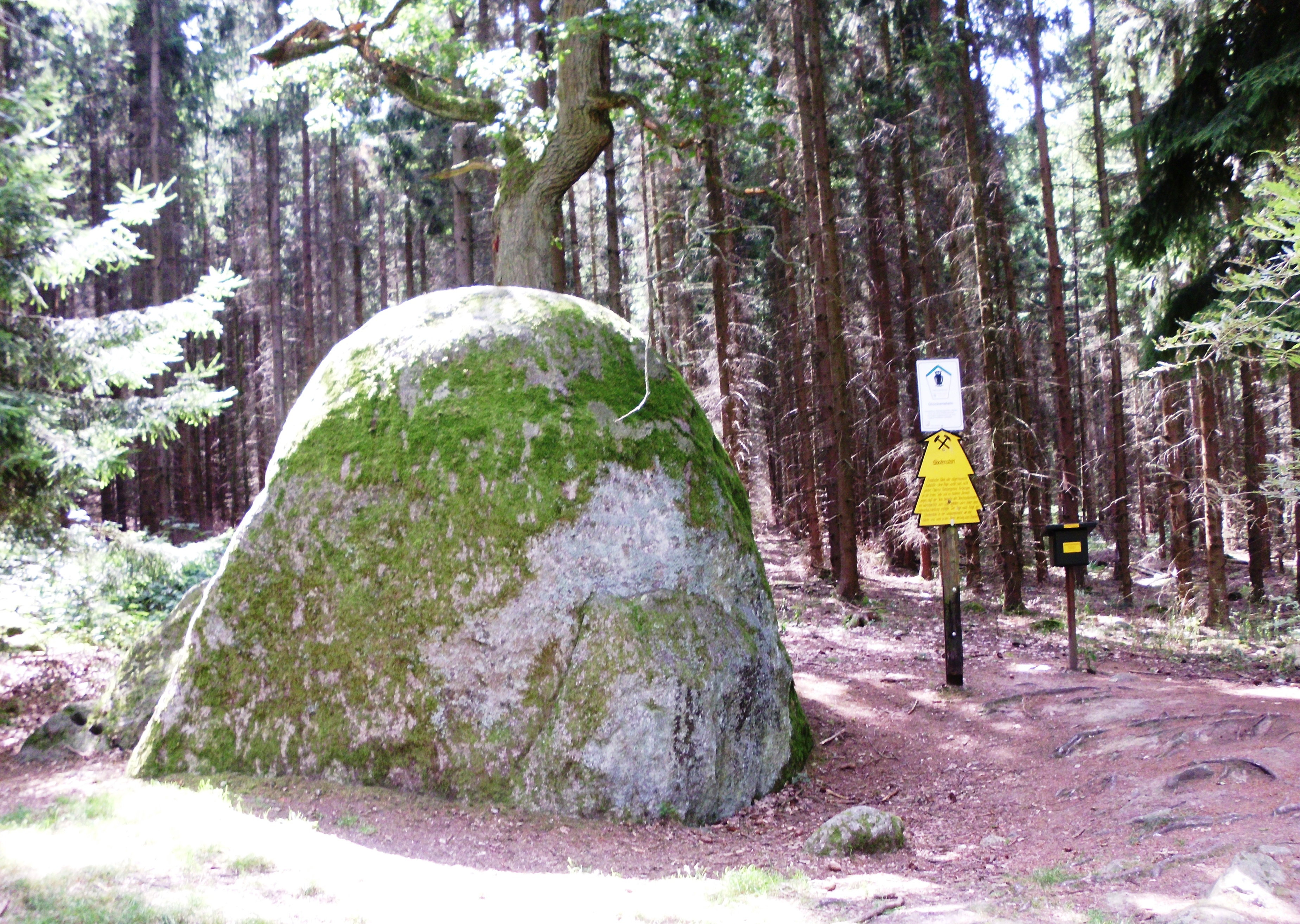
2013

Der Glockenstein ist ein markanter Felsblock in der Gemarkung der Stadt Thale in Sachsen-Anhalt im Harz.

## Lage
Er befindet sich in einer Höhe von 507 Metern, andere Angaben nennen 400 Meter, südlich von Thale im Waldgebiet zwischen Stecklenberg und Thale, auf der Südseite eines Waldwegs. Etwa 100 Meter nordwestlich verläuft der Reineckenbach. Neben dem Glockenstein steht eine Dennert-Tanne, die Details zum Stein erläutert.
Der Glockenstein ist als Nummer 73 in das System der Harzer Wandernadel integriert.

## Beschaffenheit
Der Glockenstein besteht aus Ramberggranit und erinnert in seiner Form an eine Glocke, woraus sich sein Name ergibt. Auf seiner linken Seite sowie auf der Rückseite sind Einkerbungen zu erkennen, die darauf schließen lassen, dass der Stein im Rahmen der Steinbrucharbeiten im Umfeld des Wurmbachtals zur Bearbeitung vorgesehen war und wohl nur knapp seiner Zerstörung entging. Der Glockenstein wurde 1981 als geologisches Naturdenkmal geschützt.

## Geschichte und Sage
Es wird vermutet, dass der Stein in prähistorischer Zeit als altgermanische Kultstätte diente. In vergangenen Zeiten war der Bergrücken baumlos. Es bestand dann möglicherweise eine direkt nach Norden ausgerichtete Sichtbeziehung zum ebenfalls als Kultstätte angesehenen Kamel bei Westerhausen, was für Himmelsbeobachtungen von Bedeutung gewesen sein könnte.
Einer Sage nach erklingt aus dem Glockenstein jeweils in der Walpurgisnacht ein Ton und weist so den Hexen den Weg zum Hexentanzplatz, wo sie feiern und gemeinsam zum Blocksberg weiter ziehen. Andere Angaben nennen als Zielort gleich den Brocken.